# Philologus
Philologus (de son nom complet Philologus, Zeitschrift für antike Literatur und ihre Rezeption) est une revue universitaire allemande consacrée à l'étude de l'Antiquité gréco-romaine. C'est l'une des plus anciennes revues universitaires allemandes dans ce domaine.
La revue a été fondée en 1846 sous le titre Philologus. Zeitschrift für das klassische Altertum. Sa première série s'est terminée en 1887-88 (au numéro 46). Une deuxième série commença à paraître en 1889, en recommençant la numérotation au n°1. Au cours des années 1940, la revue parut à un rythme irrégulier, puis reprit sa parution régulière à partir de 1954, et continue à paraître actuellement. La revue paraît deux fois par an chez l'éditeur Akademie Verlag, à Berlin.

## Source
- (de) Cet article est partiellement ou en totalité issu de l’article de Wikipédia en allemand intitulé « Philologus » (voir la liste des auteurs).